# Эшету Тура
Эшету Тура — эфиопский легкоатлет, который специализировался в беге на длинные дистанции. Бронзовый призёр олимпийских игр 1980 года в беге на 3000 метров с препятствиями с личным рекордом 8.13,57. Занял 7-е место на чемпионате мира по кроссу 1982 года. Серебряный призёр чемпионата Африки 1979 года в беге на 3000 метров с/п.
В настоящее время работает тренером по подготовке бегунов сборной Эфиопии, которые специализируются в беге на 3000 метров с/п.